# Henri Guillemin de Monplanet
Ne doit pas être confondu avec Henri Guillemin.
Pour les articles homonymes, voir Guillemin.
Henri Guillemin de Monplanet, né le 23 novembre 1874 à Saint-Savin-sur-Gartempe et mort le 29 avril 1962 à Paris, est un financier et homme politique français. 
ll rend hommage à la clairvoyance de Léon Daudet et de l'Action française concernant l'espionnage de l'Allemagne.

## Famille
La famille Guillemin de Monplanet est une famille d'ancienne bourgeoisie originaire du Poitou. Léonard Guillemin est notaire de la châtellenie de Lussac-les-Eglises, (Haute-Vienne), en 1609. Antoine Guillemin (1666-1740), est conseiller du roi, juge de l'élection du Blanc. André Guillemin (1690-1740), est procureur fiscal de Lussac-les-Églises. Sylvain-Pierre Guillemin de Monplanet (1735-1803), est juge et sénéchal de Lussac-les-Églises.

## Biographie
Henri de Monplanet est le fils d’Albert de Monplanet.
Après sa licence en droit, il est reçu au concours de l'inspection des finances et entre alors à l'inspection de la Banque de France. Il poursuit sa carrière civile en qualité d'administrateur de diverses sociétés minières et bancaires. 
Conseiller municipal de Brigueil-le-Chantre et conseiller général du canton de Montmorillon, il est élu député le 10 mai 1914.

## Mandats
- Conseiller municipal de Brigueil-le-Chantre
- Conseiller général de la Vienne : 1908-1919, 1925-1940
- Député de la Vienne : 1914-1919

## Sources
- « Henri Guillemin de Monplanet », dans le Dictionnaire des parlementaires français (1889-1940), sous la direction de Jean Jolly, PUF, 1960 [détail de l’édition]